# والتر ليفينغستون
والتر ليفينغستون (بالإنجليزية: Walter Livingston)‏ (19 نوفمبر 1884 في الولايات المتحدة - ) هو لاعب كرة سلة أمريكي في مركز راكض للخلف ‏.

## وصلات خارجية
- والتر ليفينغستون على موقع كلية كرة السلة في سبورتس رفرنس.كوم (الإنجليزية)